# Motiva Enterprises
Motiva Enterprises betreibt die größte Erdölraffinerie auf dem Staatsgebiet der USA – in Port Arthur (Texas) am Golf von Mexiko mit einer Kapazität von 625.000 bpd. Saudi Aramco betreibt die Raffinerie gemeinsam mit 26 Distributionsterminals.
Von 1998 bis 2016 wurde diese als Joint Venture von Saudi Aramco und Shell betrieben – gemeinsam mit dem Raffineriekomplex Louisiana um Convent und Norco mit einer Kapazität von 500.000 bpd. Die letzteren Raffineriekomplexe übernahm Royal Dutch Shell im Jahre 2016.